# Вэй Юнли
Вэй Юнли́ (кит. упр. 韦永丽, пиньинь Wéi Yǒnglì, род. 11 октября 1991) — китайская легкоатлетка, чемпионка Азии и Азиатских игр.

## Биография
Родилась в 1991 году в уезде Лучжай городского округа Лючжоу Гуанси-Чжуанского автономного района. В 2011 году выиграла две серебряных медали чемпионата Азии. В 2012 году стала обладательницей золотой медали чемпионата Азии в помещении, но на Олимпийских играх в Лондоне наград не добилась. В 2013 году завоевала две золотых медали чемпионата Азии и три золотых медали Восточноазиатских игр. В 2014 году стала обладательницей двух золотых и одной серебряной медалей Азиатских игр.